# Alberto Sivoleto
Alberto Sivoleto talvolta Sivoletto (fl. XIII secolo) è stato un vescovo cattolico italiano, vescovo di Acqui dal 1252 fino almeno al 1270.

## Biografia
Probabilmente nativo di Terzo, Alberto venne eletto vescovo di Acqui nel 1258; proveniva dalla chiesa di San Pietro dove continuò a vivere durante i primi mesi del suo episcopato prima di trasferirsi nel nuovo palazzo vescovile a Bistagno nel novembre dello stesso anno.
Il 9 marzo 1259, dopo la sottomissione del podestà di Strevi, assolse la comunità dalla scomunica comminatagli per il danneggiamento di alcuni beni del capitolo e prese in carico la divergenza con gli alessandrini per i diritti sul castello.
Nel gennaio del 1261 nominò un canonico della cattedrale, Baldizzone di Bistagno, suo procuratore per migliorare l'amministrazione della mensa vescovile, uno dei primi tentativi di esonerare il vescovo da mansioni di tipo economico poco in sintonia col ministero episcopale; il 3 febbraio dello stesso anno ratificò il testamento del suo predecessore Enrico.
Nel 1264 venne incaricato da papa Urbano IV  di regolare il passaggio della gestione della chiesa di San Martino di Gamondio dai canonici ai monaci agostiniani e di procedere all'approvazione giuridica di un nuovo parroco eletto dai confratelli.
Negli anni 1265/1266 ad Acqui si svolse per la prima volta nella storia della diocesi un sinodo provinciale presieduto dall'arcivescovo di Milano Ottone Visconti; l'arcivescovo era infatti in quegli anni lontano dalla sua sede episcopale a causa dell'ostilità dei signori di Milano e per questo si era trovato a soggiornare nelle varie diocesi della provincia.
Gli ultimi documenti relativi al suo episcopato sono un intervento nel 1265 verso i monaci della badia di Tiglieto per ricordargli i loro doveri verso la chiesa cattedrale e un contratto d'affitto datato 9 dicembre 1270 in cui concesse in affitto un mulino sito a Bistagno e sulla cui copertina dell'atto è riportata l'accusa di essere "dilapidatore e distruttore della Chiesa d'Acqui".
Dopo questi eventi non si hanno più sue notizie e non è possibile nemmeno intuire l'anno della sua morte; sappiamo solo che il successivo vescovo risultò eletto oltre sei anni dopo il documento d'affitto. Risulta però utile ricordare una delle sue opere più importanti che però non ha una datazione precisa: si tratta del cosiddetto Cartolare Alberto ossia la raccolta e l'autenticazione da parte di un notaio di vari atti della diocesi a partire dalla donazione di Guido d'Acqui fino al suo episcopato.